# 羅奈爾·布朗科
羅奈爾·迪海蘇斯·布朗科(英語：Ronel De Jesus Blanco，1993年8月31日—），為美國職棒大聯盟的投手，目前效力於休士頓太空人。2016 年，他以國際自由球員身份與太空人隊簽約，並在2022年於美國職棒大聯盟首次亮相。2024 年，他在對陣多倫多藍鳥隊的比賽中投出了無安打比賽。

## 職業生涯

#### 2016-2023
布朗科在18歲時開始投球，在此之前是一名角落內野手和外野手。他於2016年4月27日以國際自由球員身份與休士頓太空人隊簽約，年齡為22歲。他在2016賽季分別效力於DSL&GCL太空人隊，綜合戰績為7勝1敗，防禦率2.13，並在50又2/3局中投出59次三振。他在2017賽季分別效力於Quad Cities River Bandits和Buies Creek Astros隊，綜合戰績為6勝5敗，防禦率3.38，並在88局中投出79次三振。2018年賽季，布朗科分別效力於Buies Creek隊和科珀斯克里斯蒂鉤子(Corpus Christi Hooks，太空人2A)隊，綜合戰績為7勝1敗，防禦率3.65，並在56又2/3局投出71次三振。2019年賽季，布朗科分別效力於Tri-City ValleyCats、科珀斯克里斯蒂鉤子(太空人2A)和Round Rock Express隊，綜合戰績為5勝2敗，防禦率4.96，並在49局投出57次三振。不過由於COVID-19大流行，2020年小聯盟賽季取消，布朗科未能出賽。2021賽季，布朗科效力於Sugar Land Space Cowboys隊(太空人3A)。
2022年4月7日，太空人隊選擇了布朗科的合約，並將他列入大聯盟名單。4月9日，他在對上洛杉磯天使隊的比賽中，在第八局登板，完成了他的首次大聯盟亮相。2023年3月28日，布朗科被宣布為太空人隊開幕戰名單的一員，這是他連續第二個賽季入選開幕戰名單。2023年6月1日，布朗科首次以先發投手身份出賽，在對上天使隊的比賽中取得勝投，投滿5又1/3局，被打出7次安打、送出3次保送、掉2分自責分，但三振5人，最終以5–2獲勝。

#### 2024至今
布朗科在2024年4月1日對上多倫多藍鳥隊的比賽中投出了本季大聯盟的首場無安打比賽，而這僅是他職業生涯的第八場先發，也是太空人隊歷史上的第十七場無安打比賽， 同時也是第十位由多明尼加投手投出的無安打比賽。在他4月7日的下一場先發比賽中，布朗科再次投出了5又2/3局無安打，直到德州遊騎兵隊的阿多利斯·賈西亞(Adolis García)打出一支安打，才結束了他連續14又2/3局的無安打紀錄。布朗科以44個出局數，創下了自1961年以來的紀錄，成為開季投出安打前最多出局數的投手。他於2024年4月7日那一周中，被首次評選為美國聯盟單週最佳球員。同週對戰打者的打擊率為1-46。5月14日，布朗科在對奧克蘭運動家的比賽中因為手套上被發現有黏性物質而被驅逐出場。隔日，他因驅逐事件被禁賽10場。在禁賽結束後的首場比賽中，他以先發投滿7局僅失1分的成績，來回應外界的質疑。
6月16日，布朗科在對底特律老虎隊的比賽中投滿7局無安打，隨後由萊恩·普萊斯利(Ryan Pressly)在第八局兩出局時讓文席爾·培瑞茲(Wenceel Pérez)打出一支安打。2024年8月，布朗科超越了他2023年在小聯盟和大聯盟所投出的職業生涯最高投球局數（125又1/3局）。
雖然季中出現疲乏而被放入牛棚一個輪值，但他在季末的最後九場先發中保持不敗，並且在9月的四場先發中投出0.75的防禦率。
在2024賽季，布朗科取得了2.80的防禦率，13勝6敗的戰績，並在167又1/3局中投出166次三振，出賽30場，在29場先發中投出14場優質先發。他在2024賽季結束時防禦率排名全聯盟第4。布朗科在大聯盟投手BAA以0.190，H/9為6.131排名第一，並且在美國聯盟勝率排名第三（.684），在WHIP中排名第六(1.088）。他同時也送出了聯盟中第四多的打者上壘（68次保送），並且在大聯盟中擁有最高的保送比率（10.1%）。Blanco 被休士頓的美國棒球作家協會（BBWAA）休士頓分會選為太空人隊的年度最佳投手。
布朗科於2024年10月1日，在美國聯盟外卡系列賽的第一場比賽中，完成了他的首次大聯盟季後賽登場。作為中繼投手，他投了兩局無失分，最終底特律老虎隊以3比0橫掃太空人隊。布朗科僅讓對手打出1支安打，保送3次，並三振4人。

2025年，布朗科在出賽9場比賽後因右肘發炎進入傷兵名單，隨後宣布進行韌帶置換手術(TJ)而導致賽季報銷。

## 個人生活
布朗科來自單親家庭，家中的經濟狀況非常不理想，母親經營咖啡廳，每天凌晨 4 點就到店裡上工，一路開店到晚上 11 點，休息時間也僅僅只有下午約莫一小時的忙裡偷閒。成年後的布朗科在與美職簽約前，也僅是在一間洗車場擔任兼職洗車工維持生計。
布朗科目前已婚，其第二個小孩在2024年3月出生。